# Güntlespitze
Güntlespitze är en bergstopp i Österrike.   Den ligger i distriktet Bregenz och förbundslandet Vorarlberg, i den västra delen av landet, 500 km väster om huvudstaden Wien. Toppen på Güntlespitze är 2 092 meter över havet, eller 135 meter över den omgivande terrängen. Bredden vid basen är 1,3 km.
Terrängen runt Güntlespitze är bergig åt sydväst, men åt nordost är den kuperad. Närmaste större samhälle är Mittelberg, 6,3 km öster om Güntlespitze. 
Trakten runt Güntlespitze består i huvudsak av gräsmarker. Runt Güntlespitze är det ganska tätbefolkat, med 52 invånare per kvadratkilometer.